# The Heat (álbum de Toni Braxton)
The Heat é o terceiro álbum da cantora norte-americana Toni Braxton, lançado em 2000. Esse álbum mostra um som mais urbano, deixando de lado o som mais 'balada' dos últimos discos. A maioria das faixas foi composta por Braxton e seu marido Keri Lewis. O álbum também inclui duas canções de Diane Warren e colaborações com os rappers Dr. Dre e Lisa Lopes.
O álbum estreou na segunda posição da Billboard 200, vendendo 194 mil cópias em sua primeira semana. Em 13 de outubro de 2000, foi certificado com platina dupla pela RIAA, pelas mais de 2 milhões de cópias vendidas nos Estados Unidos. Aclamado tecnicamente, o álbum foi indicado ao Prêmio Grammy de Melhor Álbum de R&B, sendo que o single principal "He Wasn't Man Enough" foi indicado nas categorias Melhor Performance Feminina de R&B e Melhor Canção de R&B. No Brasil, o álbum recebeu certificado de Ouro pela ABPD em 2004, por vendas superiores a 50 mil cópias.

## Antecedentes
Após o sucesso de seu segundo álbum de estúdio, Secrets (1996), Braxton moveu uma ação judicial para quebrar seu contrato com os selos Arista e LaFace. Segundo a lei estadual da Califórnia, contratantes não podem obrigar a prestação de serviços após sete anos de contrato. Após um ano dedicado às questões judiciais, Braxton e a LaFace concluíram as questões processuais e a Artista passou a planejar um terceiro álbum para maio de 1999.
Em fevereiro de 1999, Babyface afirmou em entrevista: "Nós estamos voltando com tudo ao estúdio com Toni e já temos tudo pronto, estamos realmente empolgados para voltar à música." Contudo, em janeiro de 2000, durante uma entrevista à CNN, Braxton revelou que seu álbum seria lançado somente em março de 2000, além de citar "Babyface, R. Kelly, David Foster, Keith Crouch e Keri Lewis" como "alguns dos produtores do álbum".

## Música e Composição
The Heat é composto por baladas românticas sólidas e canções dance em mid-tempo, conforme destacado pelo crítico Thomas Erlewine da Allmusic. Colin Ross, da PopMatters observou que "ao desempenhar um papel mais ativo na produção e composição do conjunto, o material de Braxton começa ser construído em torno de sua voz, ao invés de refletir o som do produtor."
O primeiro single e faixa do álbum, "He Wasn't Man Enough", foi composta e produzida por Rodney Jerkins. Trata-se de uma canção R&B com traços de Synth-funk na qual Braxton aconselha a uma amiga a não se casar com um homem a quem ele conhece muito bem. Já a faixa-título, co-escrita com Keri Lewis, foi descrita como "um contagiante ritmo em tempo médio", e não descreve exatamente uma situação romântica. A terceira faixa, "Spanish Guitar", foi composta por Diane Warren (que já havia escrito "Un-Break My Heart") e foi considerada uma "balada latina", inspirada na canção de 1996. A canção descreve uma paixão platônica por um violonista latino que toca em clubes durante a noite. A quarta faixa "Just Be a Man About It" é uma canção essencialmente romântica e traz um questionamento sobre o comportamento do parceiro, além de contar com a participação de Dr. Dre. A quinta faixa, "Gimme Some", conta com a participação de Lisa "Left Eye" Lopes, sendo considerada a letra mais ousada do álbum.

## Singles
O single principal do álbum, "He Wasn't Man Enough", foi lançado em 11 de março de 2000, recebendo grande aclamação e vencendo o Grammy de Melhor Performance Feminina de R&B. Foi também um sucesso comercial, alcançando a segunda colocação na Billboard Hot 100 e liderando a Hot R&B/Hip-Hop Singles & Tracks. Internacionalmente, a canção liderou a Canadian Hot 100 e emplacou entre as dez primeiras colocações em Austrália, Nova Zelândia, Países Baixos, Suécia, Suíça e Reino Unido. O segundo single foi a canção "Just Be a Man About It", que alcançou a 36ª colocação na Billboard Hot 100 e a 6ª colocação na Hot R&B/Hip-Hop Singles & Tracks. 
No mercado internacional, "Spanish Guitar" foi lançada como o segundo single do álbum em 19 de setembro (inicialmente a LaFace Records não havia lançado a canção devido à promoção de "Just Be a Man About It"). A canção alcançou relativo sucesso nas paradas musicais em todo o mundo, atingindo as 40 primeiras colocações nas paradas de Áustria, Suíça, Bélgica e Países Baixos. No Brasil, a canção fez bastante sucesso, sendo incluída na trilha sonora internacional da telenovela Laços de Família, além de atingir a 27ª posição na Hot 100.

## Recepção
The Heat recebeu críticas positivas da maioria dos especialistas. Stephen Thomas Erlewine, da Allmusic, notou que o álbum é "um esforço confidente, seguro e sensual que reafirma a posição de Braxton como uma das mais talentosas cantoras da soul music contemporânea." Além de elogiar as canções "He Wasn't Man Enough" e "Spanish Guitar", Erlewine destacou que o álbum "sobra no tom final, mas não há muitos pontos maçantes no álbum - é tudo elegante, sensual, sedutora e atraente aura urbana contemporânea que confirma o talento de Braxton." 
Jim Farber, do Entertainment Weekly, também elogiou o resultado final do álbum, afirmando que se trata de uma obra "saborosa, bem conduzida e - o melhor de tudo - consistente". Collin Ross escreveu para a PopMatters que o álbum possui uma "bagagem mista", porém "apesar de ser amplamente formulaico, oferece alguns momentos de qualidasde." Ross também considera a colaboração de Lewis e Braxton fundamental para os próximos álbuns da artista. A revista Rolling Stone contou com a crítica de Barry Walters, para quem o álbum "atualiza e diversifica os entornos estilísticos da cantora enquanto promove uma trilha sonora de teor esperado". 
The Heat foi indicado a diversas premiações musicais. Na 43ª Grammy Awards, a canção "He Wasn't Man Enough" foi indicada nas categorias Melhor Canção de R&B (perdendo para "Say My Name" de Destiny's Child) e Melhor Performance Feminina de R&B, vencendo esta última, enquanto o álbum foi indicado na categoria de Melhor Álbum de R&B. Braxton também foi indicada para Melhor Álbum de R&B/Soul no Soul Train Music Awards. 

## Faixas
| N.º            | Título                      | Compositor(es)                                                          | Produtor(es)                     | Duração |  |
| 1.             | "He Wasn't Man Enough"      | Rodney Jerkins Fred Jerkins III]] LaShawn Daniels Harvey Mason Jr.      | Rodney Jerkins                   | 4:21    |  |
| 2.             | "The Heat"                  | Keri Lewis Toni Braxton                                                 | Keri Lewis Toni Braxton          | 3:30    |  |
| 3.             | "Spanish Guitar"            | Diane Warren                                                            | David Foster                     | 4:47    |  |
| 4.             | "Just Be a Man About It"    | Toni Braxton John’ta Austin Teddy Bishop Bryan-Michael Cox              | Bishop Braxton Bryan-Michael Cox | 4:50    |  |
| 5.             | "Gimme Some" (com Left Eye) | Jazze Pha Toni Braxton Babyface Lisa Lopes                              | Babyface Jazze Pha               | 4:03    |  |
| 6.             | "I'm Still Breathing"       | Diane Warren                                                            | David Foster                     | 4:15    |  |
| 7.             | "Fairy Tale"                | Marc Harris Tommy Sins Babyface                                         | Babyface                         | 4:22    |  |
| 8.             | "The Art of Love"           | Toni Braxton Keri Lewis                                                 | Toni Braxton Keri Lewis          | 3:47    |  |
| 9.             | "Speaking in Tongues"       | Toni Braxton                                                            | Toni Braxton Keri Lewis          | 3:46    |  |
| 10.            | "Maybe"                     | Toni Braxton Keith Crouch John Smith Mechallie Jamison Samuel Gause     | Keith Crouch Toni Braxton        | 3:07    |  |
| 11.            | "You've Been Wrong"         | Toni Braxton Brian Casey Teddy Bishop Kevin Hicks Thom Bell Linda Creed | Teddy Bishop Kevin Hicks         | 3:45    |  |
| 12.            | "Never Just For A Ring"     | Daryl Simmons Toni Braxton Pure Soul                                    | Daryl Simmons                    | 3:58    |  |
| Duração total: | Duração total:              | Duração total:                                                          | Duração total:                   | 48:31   |  |

## Créditos
- Toni Braxton - vocais principais, produção executiva, arranjos, teclado
- Babyface - produção executiva
- Teddy Bishop - produção, instrumentação, programação, teclado
- Trina Braxton - vocal de apoio
- Deborah Killings – vocal de apoio
- Bryan-Michael Cox - co-produção
- Keith Crouch - produção, arranjos
- Dorian "Soul Dog" Daniels – teclado, baixo
- LaShawn Daniels – produção vocal, arranjos vocais
- Dr. Dre - vocais adicionais
- Lisa "Left Eye" Lopes - vocais adicionais
- Nathan East – baixo
- Ray Edwards – teclado
- David Foster – produção executiva
- Kevin Hicks – co-produção
- Jazze Pha – produção
- Fred Jerkins III – arranjos
- Rodney Jerkins – produção, arranjos, instrumentação
- Keri Lewis – produção, arranjos
- Greg Phillinganes – piano
- Herb Powers Jr. – masterização
- L.A. Reid – produção exectiva
- Daryl Simmons – produção
- John Smith – violão
- Scott Storch – teclado

## Desempenho nas Paradas
| Tabela musical (2000)                   | Posição |
| --------------------------------------- | ------- |
| Austrália - ARIA                        | 14      |
| Áustria - Ö3 Austria                    | 7       |
| Bélgica - Ultratop 50 (Flandres)        | 9       |
| Bélgica - Ultratop 50 (Valónia)         | 9       |
| Canadá - Canadian Albums Chart          | 1       |
| Estados Unidos - Billboard 200          | 2       |
| Estados Unidos - Top R&B/Hip-Hop Albums | 1       |
| França - SNEP                           | 9       |
| Japão - Oricon                          | 25      |
| Países Baixos - MegaCharts              | 3       |
| Reino Unido - R&B Albums                | 2       |
| Reino Unido - Albums Chart              | 3       |

## Certificações
| País                  | Certificação | Vendagem  |
| --------------------- | ------------ | --------- |
| Austrália (ARIA)      | Ouro         | 35,000+   |
| Alemanha (BVMI)       | Ouro         | 150,000+  |
| Bélgica (BEA)         | Ouro         | 25,000+   |
| Brasil (PRÓ-MÚSICA)   | Ouro         | 50,000+   |
| França (SNEP)         | Ouro         | 100,000+  |
| Japão (RIAJ)          | Ouro         | 100,000+  |
| Países Baixos (NVPI)  | Ouro         | 40,000+   |
| Suíça (IFPI)          | Ouro         | 25,000+   |
| Reino Unido (BPI)     | Ouro         | 100,000+  |
| Estados Unidos (RIAA) | 2× Platina   | 2,093,000 |